# Pizzo di Cantù
Il pizzo di Cantù è un merletto a tombolo o a fuselli prodotto tradizionalmente ed in modo artigianale a Cantù e nei paesi circumvicini.

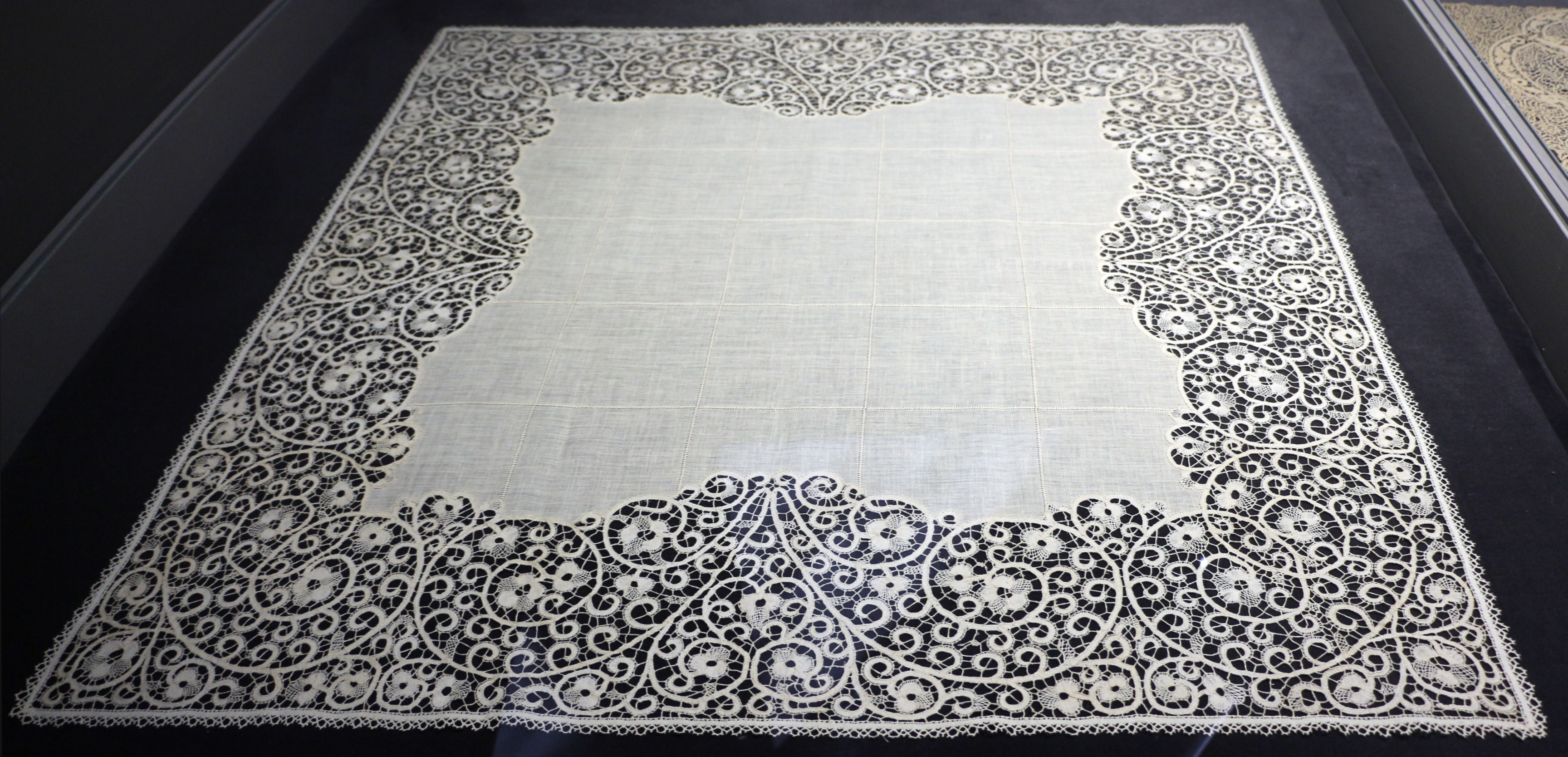
Tovaglia da the in Pizzo di Cantù. Ricordo che i manufatti d'importazione vengono denominati, con la dicitura "Pizzo Cantù".

## Storia
Carlo Annoni nei suoi appunti storici su Cantù (1835) riferisce l'origine del pizzo di Cantù al secolo XI. Agnese di Borgogna, priora del monastero benedettino cluniacense di Santa Maria di Cantù, avrebbe introdotto, insegnato e diffuso questa attività.
Le prime notizie documentate però confermano la presenza di questa lavorazione alla fine del XV secolo. Inoltre il punto Cluny compare nella lavorazione solo verso la metà del XIX secolo in un contesto non correlato all'ambiente monastico, legato a un lavoro genovese del XVII secolo e conservato nel museo di Cluny a Parigi.
I due monasteri cittadini delle benedettine di Santa Maria e delle agostiniane di sant'Ambrogio producevano paramenti liturgici per le chiese cittadine. Possedevano anche propri educandati dove insegnavano alle allieve le tecniche del ricamo e del pizzo per la realizzazione di abbigliamento sia sacro e che profano.
A Cantù, la lavorazione del merletto si afferma nel XVII secolo quando alcune monache ammaestrarono delle ragazze del popolo all’uso dei fuselli del tombolo. Le donne incominciarono a produrre pizzi barattandoli con generi di prima necessità. Da quel momento in poi nacquero le scuole di tombolo in tutta la cittadina e il Pizzo di Cantù divenne un prodotto di alta qualità conosciuto in Europa e non solo.

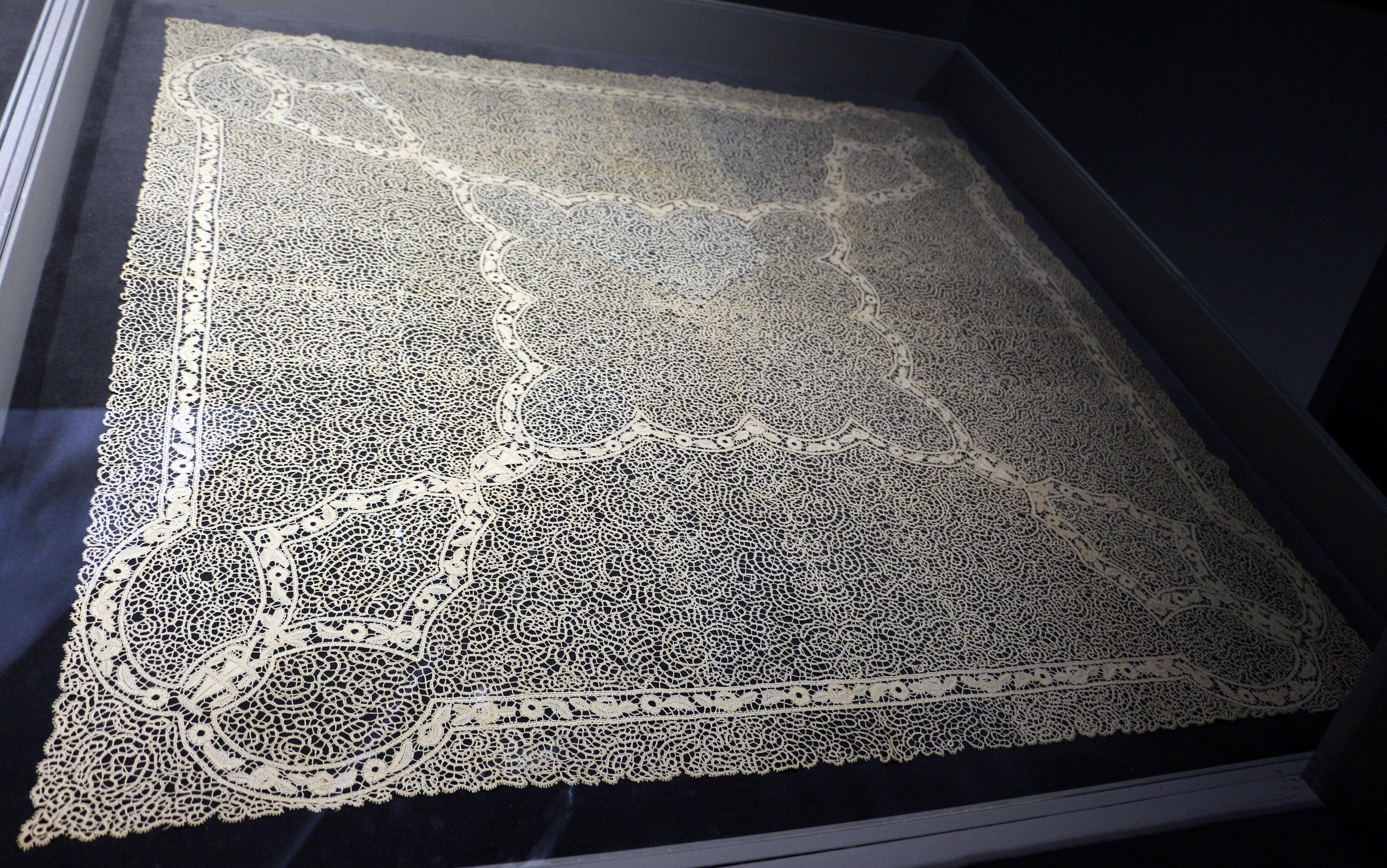
Pizzo di manifattura canturina 1925/50

## Caratteristiche
Ul pizz, come viene chiamato nel dialetto canturino, è un merletto prodotto intrecciando fili, solitamente cotone, lino o seta, che vengono avvolti su fuselli, i oss. L'intreccio viene lavorato su una base di appoggio, il tombolo, costituita da un cuscino di forma cilindrica imbottito di crine, ul cusin, che viene appoggiato su un cavalletto, ul pundin, e mantenuto inclinato tramite un'assicella di legno, la taparela.
Per realizzare il lavoro occorre inoltre un cartoncino, la cartina, su cui viene disegnata la traccia, che viene forato o spuntato lungo le linee del tracciato e fissato al tombolo. Occorrono inoltre numerosi spilli, i gügitt, per fissare il lavoro sulla cartina, un uncinetto, ul crüscè, di misura piccola (0,40 - 0,60 mm) utile in alcuni punti e una forbicetta.
Una volta terminata la lavorazione, e realizzato il disegno che si era progettato all'inizio, il pizzo di Cantù viene staccato dai punti di supporto per essere fissato a una stoffa come ornamento o viene utilizzato così com'è come succede, ad esempio, nel caso di pregiati bijoux realizzati per signore e donne dello spettacolo. A seconda delle dimensioni del filato e della particolarità dei disegni, il merletto risulta più o meno pregiato e raffinato e aumenta il suo valore.
Al lavoro concorrono diverse figure professionali specifiche: la disegnatrice che progetta la trama sulla cartina, la spuntatrice che esegue i fori sul cartone e infine la merlettaia che realizza il pizzo.

## Bene immateriale
Cantù assieme ad altre 24 Comunità presenti nelle varie regioni d'Italia in rappresentanza di tutte le tecniche e tipologie di merletto, stanno lavorando al dossier per potere inserire "l'arte dei saper fare il merletto italiano" quale bene immateriale, nella lista rappresentativa nazionale. Nel maggio 2019 è stato firmato un Protocollo d'intesa fra le Comunità e contestualmente uno fra le rispettive Amministrazioni a sancire la comunanza di intenti.

## Premi
Il 23 settembre 2021, a Venezia si è tenuta la cerimonia annuale per il Premio del patrimonio culturale dell'Unione europea. Nell'ambito della categoria "Dedicated service" è stata premiata Rita Bargna, maestra d'arte per i merletti di Cantù. La motivazione della giuria è la seguente: "Nel corso della sua carriera, Rita Bargna ha diretto due scuole per l'insegnamento di quest'arte, promuovendo così questa importante tradizione. Ha raccolto più di 3.000 pezzi di pizzo da diversi Paesi europei con risorse limitate, forse la più grande collezione privata del suo genere in Europa, inclusi 300 pezzi eccezionali di pizzo di sua creazione”. La giuria precisa inoltre che l'arte del merletto fa parte del patrimonio intangibile europeo.